# Maizery
Maizery är en kommun i departementet Moselle i regionen Grand Est (tidigare regionen Lorraine) i nordöstra Frankrike. Kommunen ligger i kantonen Pange som tillhör arrondissementet Metz-Campagne. År 2018 hade Maizery 181 invånare.

## Befolkningsutveckling
Antalet invånare i kommunen Maizery
| Referens: INSEE |